# Tara Whitten
Tara Whitten (* 13. Juli 1980 in Toronto, Ontario) ist eine ehemalige kanadische Skilangläuferin und ehemalige Radsportlerin, die auf Bahn und Straße fuhr.

## Sportliche Laufbahn

### Skilauf
Tara Whitten wuchs in Edmonton auf. Sie ist vielseitig sportlich begabt; zunächst betätigte sie sich im Skilanglauf und Crosslauf. Im Skilanglauf nahm sie von 1998 bis 2007 vorwiegend am Skilanglauf-Continental-Cup teil. Ihr erstes von acht Weltcupeinzelrennen lief sie im Januar 2001 in Soldier Hollow, welches sie auf dem 42. Platz im Skiathlon beendete. Im Februar 2003  gewann sie bei den U23-Weltmeisterschaften in Valdidentro die Silbermedaille im Sprint. Bei den Nordischen Skiweltmeisterschaften 2005 in Oberstdorf belegte sie den 53. Platz im Skiathlon und den 48. Rang über 10 km Freistil. Ihr bestes Einzelresultat im Weltcup erzielte sie im Dezember 2005 in Vernon mit dem 37. Platz im Sprint.

### Radsport
2008 begann Whitten mit dem Radsport und wurde auf Anhieb zweifache kanadische Meisterin im Punktefahren sowie in der Einerverfolgung und belegte zwei dritte Plätze im Scratch sowie im 500-Meter-Zeitfahren. In der Weltcup-Saison 2008/20 belegte sie mehrfach Podiumsplätze. Bei den UCI-Bahn-Weltmeisterschaften 2009 in Pruszków wurde Tara Whitten Vize-Weltmeisterin im Omnium, 2010 im dänischen Ballerup Doppelweltmeisterin in Omnium und Punktefahren.
Im Verlauf des Jahres 2009 fuhr Whitten zahlreiche Straßenrennen. Im Juni konnte sie die Gesamtwertung der Tour de Prince Edward Island gewinnen; drei Wochen später wurde sie kanadische Meisterin im Einzelzeitfahren auf der Straße. Im Juli 2009 wurde sie Zweite im Einzelzeitfahren auf der Straße bei den Panamerikanischen Meisterschaften. Bei den UCI-Straßen-Weltmeisterschaften 2009 in Mendrisio belegte sie den achten Platz. Ein Jahr später gewann sie bei den Commonwealth Games drei Bronzemedaillen: im Teamsprint, in der Einzelverfolgung und im Punktefahren. 2010 gewann sie das Einzelzeitfahren der Frauen bei den Commonwealth Games. In der Saison 2010/2011 gewann sie die Gesamtwertung des Bahnrad-Weltcups im Omnium und gewann zum Abschluss der Saison die Weltmeisterschaft in derselben Disziplin. Beim Lauf des Bahnrad-Weltcups 2012 in London belegte sie gemeinsam mit Jasmin Glaesser und Gillian Carleton Platz zwei in der Mannschaftsverfolgung. Bei den UCI-Bahn-Weltmeisterschaften 2012 in Melbourne wurde das kanadische Team in derselben Besetzung Dritte. Sie gewann im Mai 2012 den Prolog zum Etappenrennen "The Exergy Tour", welches sie auf Platz 16 beendete.
Bei den Olympischen Spielen 2012 in London errang Tara Whitten gemeinsam mit Gillian Carleton und Jasmin Glaesser die Bronzemedaille in der Mannschaftsverfolgung. Anschließend legte sie eine dreijährige Wettkampfpause ein, um ihr Studium in Neurowissenschaften abzuschließen. Im Januar 2016 promovierte sie.
2015 errang Whitten bei den panamerikanischen Meisterschaften die Silbermedaille im Einzelzeitfahren. Im Jahr darauf erlitt sie im März bei der Besichtigung der Strecke des olympischen Straßenrennens in Rio de Janeiro einen Unfall, als sie auf einen Bus auffuhr; sie war bewusstlos und brach sich das Schlüsselbein. Zwei Monate lang konnte sie nicht trainieren, und ihre Teilnahme an den Olympischen Spielen war in Gefahr. Im Juni 2016 wurde sie jedoch kanadische Zeitfahren-Meisterin und konnte schließlich doch im Einzelzeitfahren der Olympischen Spiele in Rio starten; sie belegte Platz sieben. Anschließend beendete sie ihre Radsportlaufbahn.

## Berufliches
Tara Whitten hat einen Universitätsabschluss in Biologie und Psychologie von der Universität of Alberta und schloss ihre Promotion in Neurowissenschaften im Juni 2016 ab. Ab Herbst 2016 nahm sie ein Stipendium an der University of Calgary wahr.

## Erfolge

### Bahn
2008
- Kanadische Meisterin – Punktefahren, Einerverfolgung

2009
- Weltmeisterschaft – Omnium
- Gesamtwertung und eine Etappe Tour of Prince Edward Island

2010
- Weltmeisterin – Omnium, Punktefahren
- Bahnrad-Weltcup in Melbourne – Einerverfolgung
- Commonwealth Games – Punktefahren, Einerverfolgung, Teamsprint (mit Monique Sullivan)

2011
- Weltmeisterin – Omnium
- Bahnrad-Weltcup in Peking – Omnium
- Kanadische Meisterin – Omnium

2012
- Olympische Spiele – Mannschaftsverfolgung (mit Gillian Carleton und Jasmin Glaesser)
- Weltmeisterschaft – Mannschaftsverfolgung (mit Gillian Carleton und Jasmin Glaesser)

### Straße
2009
- Panamerikameisterschaft – Einzelzeitfahren
- Kanadische Meisterin – Einzelzeitfahren

2015
- Panamerikameisterschaft – Einzelzeitfahren
- Kanadische Meisterin – Einzelzeitfahren

2016
- Kanadische Meisterin – Einzelzeitfahren
- Gesamtwertung und zwei Etappen Cascade Cycling Classic

## Teams
- 2011 TIBCO-To The Top
- 2012 TIBCO-To The Top